# Jiang Bo
Jiang Bo (chinesisch 姜波, Pinyin Jiāng Bō; * 13. März 1977 in Wafangdian, Provinz Liaoning) ist eine ehemalige chinesische Mittel- und Langstreckenläuferin.
Die erst 18 Jahre alte, vom umstrittenen Trainer Ma Junren betreute Athletin besiegte 1995 in 14:45,90 min die 10.000-Meter-Weltrekordlerin Wang Junxia über 5000 Meter, stellte damit einen Junioren-Weltrekord auf und gewann zwei Wochen später den Dalian-Marathon in 2:32:18 h.
Bei den chinesischen Nationalspielen 1997 blieb sie genau wie die ebenfalls von Ma trainierte Dong Yanmei sowohl im Vorlauf wie auch im Finale unter dem alten 5000-Meter-Weltrekord und stellte dabei im Finale mit 14:28,09 min eine Rekordmarke auf, die erst 2004 durch Elvan Abeylegesse gebrochen wurde. Einige Tage zuvor war sie beim 1500-Meter-Lauf desselben Wettbewerbs mit 3:50,98 min die bis heute zweitschnellste Zeit überhaupt gelaufen.
1998 war sie die Startläuferin der chinesischen Stafette, die am 28. Februar in Peking mit 2:11:41 h den aktuellen Weltrekord in der Marathonstaffel aufstellte. Jiang lief dabei 5 km in 15:42 min.
Während Jiang Bo danach in der Versenkung verschwand, fiel im Vorfeld der Olympischen Sommerspiele 2000 ein Schatten auf die Arbeit von Ma Junren, als sechs seiner Schützlinge nach auffälligen Bluttests aus dem chinesischen Kader für Sydney entfernt wurden.